# Кара-Бак
Кара-Бак (Карабак) — село в Баткенском районе Баткенской области Кыргызстана. Входит в состав Кара-Бакского аильного округа.
Село расположено вблизи границы с Таджикистаном. Близ села находится одноимённая пограничная застава.

## История
Село Кара-Бак неоднократно находилось в эпицентре киргизко-таджикского конфликта. В январе и мае 2019 года в селе произошло противостояние из-за посещения кладбища. Во время пограничного конфликта 2021 года часть жителей села была эвакуирована. Пограничный кризис в сентябре 2022 года завершился для села разрушением домов семи семей.
25 декабря 2022 года село посетил президент Кыргызстана Садыр Жапаров.

## Экономика
В Кара-Баке существует рынок, известный благодаря продаже кураги и скота. До 2021 года на рынок развивался за счёт тесных связей с соседним Таджикистаном. По состоянию на 2018 год, в период урожая, на рынке продавалось порядка 50-70 тонн кураги в неделю. Кроме того, Кара-Бакский рынок являлся одним из крупнейших в Кыргызстане площадок по продаже скота. После киргизско-таджикского пограничного конфликта 2021 года границы между двумя странами были закрыты, что сказалось на деятельности рынка.
В 2003 году был запущен инженерно-мелиоративный канал, дающий воду Кара-Баку и таджикскому селу Лаккон.
В 2023 году в селе был открыт цех по производству абрикосового масла.

## Инфраструктура
В селе работает средняя школа имени Бото Нарматова и общинный детский сад на 100 мест (с 2013 года).

## Население
Численность населения села Кара-Бак по годам:
- 1999 год — 5 959 человек[13]
- 2009 год — 6 890 человек[13]
- 2019 год — 8 727 человек[14]
- 2020 год — 9 382 человек[15]
- 2021 год — 8 923 человек[16]
- 2022 год — 8 962 человек[17]
- 2023 год — 8 322 человек[18]

По состоянию на 2016 год в селе проживало 263 женщины, награждённые орденом «Матери-героини».